# Homburg, Saarland
Homburg sau Homburg (Saar) este un oraș din landul Saarland, Germania. Având în jur de 44.000 de locuitori, este al treilea oraș ca marime din Saarland și este situat în apropiere de Pfälzerwald.